# Lúžňanská kotlina
Lúžňanská kotlina je geomorfologickou částí Ďumbierských Tater. Zabírá okolí obce Liptovská Lúžna a velkou část Lúžňanské doliny. Územím protéká říčka Lúžňanka.

## Vymezení
Území leží v západní polovině Ďumbierských a tedy i celých Nízkých Tater. Kotlinu obklopují jen části vlastního pohoří, ze severu jsou to Salatín, jižní okraj vymezuje Prašivá.

## Ochrana území
Lúžňanská kotlina leží v ochranném pásmu Národního parku Nízké Tatry, který ji z velké části obklopuje. Zvláště chráněnou lokalitou jsou Meandry Lúžňanky.

## Turismus
Tato část Nízkych Tater patří mezi turisticky méně atraktivní oblasti. Velkou část kotliny zabírá obec Liptovská Lúžna, přes kterou vede silnice, spojujcí Lúžňanskou a Ľupčianskou dolinu. Tuto trasu si oblíbili zejména příznivci cyklistiky. Značené trasy vedou z obce jižním směrem na 1630 m n. m. vysoký Salatín ( červená značka), příp. do sedla pod Skalkou v hlavním hřebeni ( žlutá značka).